# パルス変調
パルス変調（パルスへんちょう）は、パルス、すなわち矩形波に関する変調方式である。

## パルス幅変調
パルス幅変調 ( PWM、英語: pulse-width  modulation ) は、可変のパルスの幅と間隔および正負により、波形を表し・生成するものである。通常、パルスの高さ（＝電圧）は一定であるが、マルチレベルインバータなどで高さの異なるパルスを利用することもある。
パルスの正負反転周期によって擬似正弦波の周期が、パルスの幅・間隔（= デューティ比）によって擬似正弦波の振幅（電圧）が決まり、パルス電流の向きを正方向に固定するとチョッパ制御となり、DC-DCコンバータとしても使用される。パルスはデジタル制御回路により柔軟に生成できるため、振幅および周期を様々な値にすることができる
インバータによる電動機の速度制御方式として用いられる。

## パルス振幅変調
パルス振幅変調 ( PAM、英語: pulse-amplitude modulation ) は、一定間隔のパルスの電圧の振幅および正負により、波形を表し・生成するものである。
アナログ時分割多重伝送に用いられる。
また、パルス振幅変調インバータは、整流部の出力電圧を可変とすることでパルス電圧の振幅を変化させる。パルス幅変調を併用することで、擬似的な正弦波とする。
デジタルデータをベースバンド伝送する際、2値より多い振幅（電圧レベル）を扱うことによって一回のパルスで2bit以上のデータを伝送できるため、高速なイーサネット規格の1000BASE-Tや1000BASE-TXで使用されている。　エイム電子テクニカルサポート
振幅変化の併用により、電圧の可変幅が大きくできる。

## パルス周波数変調
パルス周波数変調 ( PFM、英語:pulse frequency modulation ) は、一定時間間隔のオン時間と可変時間間隔のオフ時間よりなるパルス(または一定時間間隔のオフ時間と可変時間間隔のオン時間よりなるパルス)でアナログ信号を変調する。

PWMは周期(周波数)が一定であるが、PFMは周波数が変化する。

PWMと共に、スイッチングレギュレータの制御信号として用いられる

他、FM復調の一種であるパルスカウント方式において、FM信号を復調する中途段階で生成される信号がこのPFMになる。すなわち、FM信号の立ち上がりまたは立ち下がりで単安定マルチバイブレータをトリガすると、PFM信号になる

。

## パルス密度変調
パルス密度変調 ( PDM、英語:pulse-density modulation ) は、一定幅のパルスの密度および正負により、波形を表し・生成するものである。
デジタル-アナログ変換回路に用いられる。Super Audio CDに用いられるDirect Stream DigitalのΔΣ変調で使われている。

## パルス位置変調
パルス位置変調 ( PPM、英語: pulse-position modulation ) ・パルス位相変調は、一定幅のパルスの位置により、波形振幅を表し・生成するものである。
サイリスタ位相制御の制御用パルスとして利用される。

## パルス符号変調
パルス符号変調 (PCM) は、一定の周期で標本化された信号を量子化し、二進符号化するものである。
デジタル伝送に用いられる。